# Agathis montana
Espèce
Classification phylogénétique
Statut de conservation UICN

 CR B1ab(iii,v) : 
En danger critique
Agathis montana, Dayu Biik en nemi, ou Kaori du mont Panié, est une espèce de conifères de la famille des Araucariaceae. Il se rencontre uniquement en Nouvelle-Calédonie, et plus précisément à moyenne et forte altitude (entre 700 et 1 600 m) sur le massif du mont Panié dans le nord de la Grande Terre, d'où son nom, formant ainsi un dôme massif couronnant le point culminant du Territoire.

## Description
Arbre de taille moyenne (entre 15 et 20 m de hauteur), il dispose d'une cime large, presque tabulaire voire divergente. Le fût est souvent tordu. L'écorce, de teinte brun rougeâtre clair, est d'une surface grossière, et s’exfolie en plaques minces, puis en petites écailles irrégulières, avec de nombreuses petites lenticelles de couleur tan et granuleuse, ou légèrement fibreuse en dedans. Elle produit une abondante résine blanche ou jaunâtre. Les branches sont d'une longueur et d'une forme variable, souvent tordues dans les parties supérieures, avec une ramification étagée. 

## Utilisation
L'exploitation de son bois est interdite tout comme la récolte des graines et des plantules, en raison de son statut de conservation UICN En Danger Critique d'Extinction (CR).  